# John Cullen Murphy
John Cullen Murphy (né le 3 mai 1919 à New York et mort le 2 juillet 2004 à Cos Cob) est un dessinateur de bande dessinée américain connu pour avoir créé le comic strip de boxe Big Ben Bolt (1950-78, écrit par Elliot Caplin (en)) et pour avoir repris le dessin de Prince Vaillant en 1971, sur des scénarios de Hal Foster jusqu'en 1980, puis de son fils Cullen (en). Murphy n'a arrêté de dessiner Prince Vaillant qu'en mars 2004, après avoir choisi son successeur Gary Gianni.

## Biographie
Le sport et le dessin ont toujours été ses passions. C'est en jouant au baseball qu'il est remarqué par l'illustrateur Norman Rockwell qui lui conseille des écoles et critique ses premiers travaux.
À 17 ans, il vend sa première illustration d'un combat de boxe. Pendant la seconde guerre mondiale il est envoyé au front pour dessiner des portraits et des scènes d'action. En 1949, il crée Big Ben Bolt avec le scénariste Elliot Caplin, revue sur un boxeur qu'il poursuit jusqu'en 1978. Entre temps, en 1971, il assiste Hal Foster dans l'illustration de sa revue Prince Vaillant.

## Prix
- 1972 : Prix du comic strip à suivre de la National Cartoonists Society (NCS) pour Prince Vaillant et Big Ben Bolt
- 1975 : Prix du comic strip à suivre de la NCS pour Prince Vaillant
- 1977 : Prix du comic strip à suivre de la NCS pour Prince Vaillant
- 1979 : Prix du comic strip à suivre de la NCS pour Prince Vaillant
- 1982 : Té d'argent de la NCS
- 1984 : Prix Elzie Segar de la NCS
- 1985 : Prix du comic strip à suivre de la NCS pour Prince Vaillant
- 1988 : Prix du comic strip à suivre de la NCS pour Prince Vaillant